# Haagsche van 1805

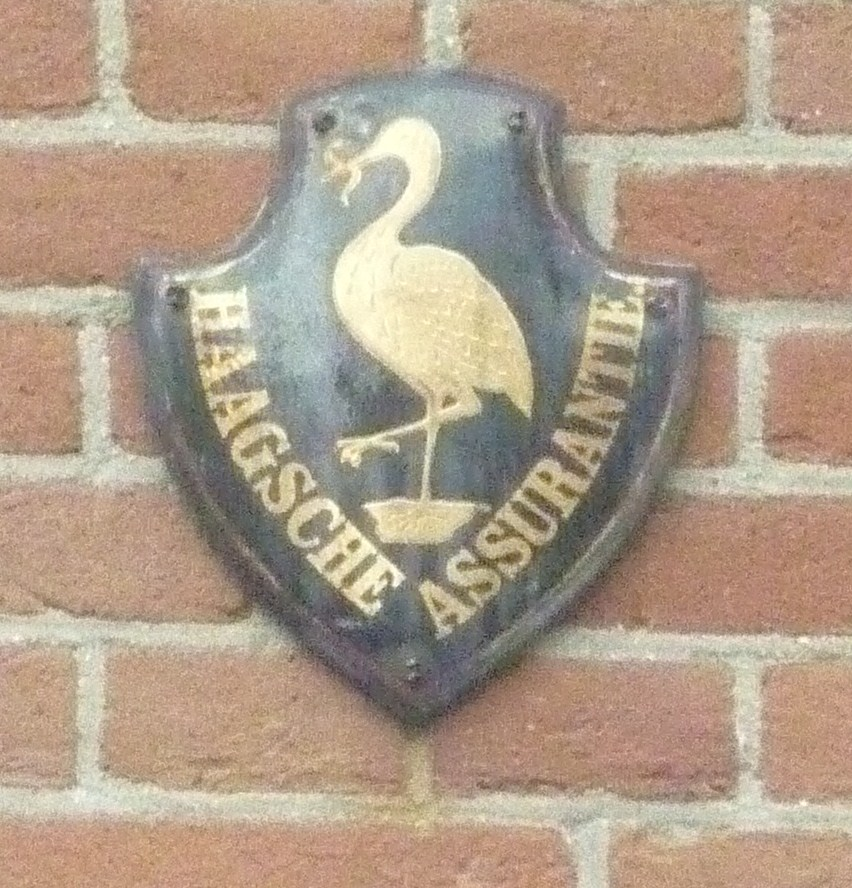

De Haagsche van 1805 was een verzekeringsmaatschappij in Den Haag gespecialiseerd in brand- en inboedelverzekeringen. Het kantoor was gevestigd aan de Bezuidenhoutseweg. Op 1 mei 1970 werd de Haagsche overgenomen door de Nationale Nederlanden Schadeverzekering Maatschappij NV.